# 波里克
49°30′52″N 28°6′10″E / 49.51444°N 28.10278°E
波里克（烏克蘭語：Порик），是烏克蘭的村落，位於該國西南部文尼察州，由赫梅利尼克區負責管轄，始建於1610年，面積3.5平方公里，海拔高度248米，2001年人口1,123，人口密度每平方公里320.86人。